# Chenguodaïta
La chenguodaïta és un mineral de la classe dels sulfurs. Rep el seu nom del professor Chen Guoda, geòleg xinès.

## Característiques
La chenguodaïta és un sulfur d'argent, ferro i tel·luri, de fórmula química Ag9Fe3+Te₂S₄. Va ser aprovada per l'Associació Mineralògica Internacional l'any 2005. Cristal·litza en el sistema ortoròmbic.
Segons la classificació de Nickel-Strunz, la chenguodaïta pertany a «02.BA: sulfurs metàl·lics amb proporció M:S > 1:1 (principalment 2:1) amb coure, argent i/o or», juntament amb els minerals següents: calcocita, djurleïta, geerita, roxbyita, anilita, digenita, bornita, bellidoïta, berzelianita, athabascaïta, umangita, rickardita, weissita, acantita, mckinstryita, stromeyerita, jalpaïta, selenojalpaïta, eucairita, aguilarita, naumannita, cervel·leïta, hessita, henryita, stützita, argirodita, canfieldita, putzita, fischesserita, penzhinita, petrovskaïta, petzita, uytenbogaardtita, bezsmertnovita, bilibinskita i bogdanovita.

## Formació i jaciments
La seva localitat tipus es troba al dipòsit d'or de Funan, a la prefectura de Yantai (província de Shandong, República Popular de la Xina). També se n'ha trobat a la mina Harvard, a Jamestown (Califòrnia, Estats Units).